# Il Folklore d'Italia
Il volume Il Folklore d'Italia - Guida dei Gruppi Folklorici Italiani è un annuario che come suggerisce il sottotitolo, va utilizzato come guida, per gli interessati, al variegato e vasto mondo del folclore italiano.

## Contenuto
L'annuario, che viene presentato in occasione del 150º anniversario dell'Unità d'Italia, contiene:
- presentazione e commenti all'opera fatti da:

- Sandro Bondi (Ministro dei beni e delle attività culturali)
- Antonio Corsi (Presidente Tavolo Nazionale della Musica Popolare e Amatoriale MIBAC)
- On. Domenico Pappaterra (Presidente Ente Parco Nazionale del Pollino)
- Pietro Lecce (Assessore al Turismo della Provincia di Cosenza)
- Benito Ripoli (Presidente Nazionale FITP)
- Gerardo Bonifati, Luigi Scalas (Capi Dipartimento Attività Culturali FITP)
- Franco Megna (Segretario Generale FITP)
- Consulta Scientifica della FITP
- un inserto con una breve Storia della Federazione italiana tradizioni popolari
- Schede Tecniche: circa 350 schede, suddivise per regioni, contenenti indirizzi, recapiti, email, siti web, struttura e tradizioni della maggior parte dei gruppi folklorici italiani attivi ed affiliati alla FITP all'anno 2011
- un'Appendice recante gli Organi della FITP.

## Redazione
| attività                     | realizzazione                                                                                |
| ---------------------------- | -------------------------------------------------------------------------------------------- |
| a cura:                      | Federazione italiana tradizioni popolari                                                     |
| patrocinio:                  | Ministro dei beni e delle attività culturali MIBAC                                           |
| contributi                   | Assessorato al Turismo della Provincia di Cosenza, Ente Parco nazionale del Pollino, Sorical |
| Direttore Responsabile       | Benito Ripoli                                                                                |
| Coord.Redazionale            | Gerardo Bonifati, Antonio D'Amico                                                            |
| Reperimento dati, Segreteria | Pro-Loco Castrovillari                                                                       |